# Molsidomine
La Molsidomine est un antiangoreux de la classe des iminosydnone, dénué d'effets dépresseurs sur la contractilité, la conduction et la fréquence cardiaque, ayant un mécanisme d'action voisin de celui des dérivés nitrés (tels que les isosorbides mononitrate et dinitrate, la trinitrine...), mais sans effets d'accoutumance significatifs, se manifestant par :
- réduction des volumes et pressions de remplissage du ventricule gauche,
- redistribution du flux sanguin coronaire vers les zones ischémiques et,
- relaxation du muscle lisse artériel notamment des grands troncs coronaires (réduction des besoins  en oxygène du myocarde), avec un effet antiagrégant plaquettaire in vitro (inhibition de la sécrétion et/ou de la synthèse des agents plaquettaires pro-aggrégants et vasoconstricteurs : thromboxane A2 et la sérotonine qui est un puissant agent anti-aggrégant plaquettaire.